# Nikola Mirošević
Nikola Mirošević (Blato na Korčuli, 1943. – ?, 17. listopada 2023.) bio je najvažniji hrvatski vinski znanstvenik poslije Drugoga svjetskog rata.

## Životopis
Rodio se u Blatu na Korčuli 1943. godine. U Zagrebu je diplomirao je na Poljoprivrednom fakultetu u Zagrebu. Na Poljoprivrednom fakultetu je bio predstojnik Zavoda za vinogradarstvo i vinarstvo od 1987. do 2003. godine. Autor i suautor je više od sto znanstvenih radova i niz kapitalno vrijednih knjiga, uključujući Ampelografski atlas Hrvatske, Atlas hrvatskog vinarstva i vinogradarstva te monografije o najvažnijim hrvatskim terroirima Dingaču i Kutjevu. Djelomično je Miroševićev projekt stvaranja terroira Korlata.

## Nagrade
- 2010.: Nagrada HAZU – Područje prirodnih znanosti i matematike